# The Monster (film 2016)
The Monster è un film del 2016 diretto da Bryan Bertino. 
Horror statunitense con protagoniste Zoe Kazan e Ella Ballentine, distribuito attraverso DirecTV Cinema il 6 ottobre 2016, prima di essere pubblicato in una versione limitata l'11 novembre 2016 tramite A24.

## Trama
Kathy  inizialmente dipinta come una pessima madre, tabagista e alcolizzata, si trova assieme alla figlia Lizzy a percorrere in auto, durante una notte di pioggia, una foresta. Improvvisamente compare sulla strada un lupo che investito provoca loro un incidente e l’auto risulta subito danneggiata in modo da non poter proseguire.
Madre e figlia scopriranno ben presto che il lupo è in realtà stato ucciso da un mostro che poco dopo ucciderà anche l’addetto al carro attrezzi intervenuto per i soccorsi sotto gli occhi inorriditi delle due.
Stessa sorte toccherà ai due infermieri dell’ambulanza sopraggiunta in seguito con la quale Kathy tenta di fuggire venendo però urtata dal mostro che rovescia l’ambulanza su un fianco quindi Kathy viene aggredita a sua volta riportando gravi lesioni.
Il mostro tenta nuovamente di aggredire Kathy e Lizzy, ma le ragazze scoprono che egli teme la luce e lo allontanano puntandogli una torcia elettrica negli occhi.
A questo punto Kathy realizza di avere un'emorragia interna che l’avrebbe comunque uccisa entro poco tempo; decide quindi di sacrificare sé stessa attirando a sé il mostro per dare a Lizzy la possibilità di scappare riscattando sé stessa nell’affetto della figlia.
Il mostro la assale, uccidendola, ma Lizzy invece di fuggire decide di tentare di ucciderlo e lo fa spruzzando, con una bomboletta trovata in ambulanza, un gas incendiato con l’accendino della madre.
Il mostro ustionato cade a terra e Lizzy lo finisce colpendolo alla testa con un grosso bastone.
In fine Lizzy esce dalla foresta con la luce del sole; la sua voce da adulta si sente fuori campo affermare: “… mia madre mi diceva che i mostri non esistono, ma si sbagliava; i mostri esistono, ma ora non ho più paura”.